# Луис Уейн
Луис Уилям Уейн (на английски: Louis William Wain; 5 август 1860, Кларкънуел, Лондон, Великобритания – 4 юли 1939, Лондон Кауни, Хартфордшър, Великобритания) е британски художник, известен със своите рисунки, често изобразяващи човекоподобни котки с големи очи. В последните си години вероятно страда от шизофрения (или друго психично разстройство), което според някои психиатри се отразява в изкуството му.
Смята се, че той е нарисувал над 150 000 изображения на котки по време на кариерата си.

## Биография

### Ранни години
Луис Уилям Уейн се ражда през 1860 г. в Кларкънуел, предградие на Лондон, от баща англичанин, търговец на платове и майстор на бродерии – Матю Уейн (1825 – 1880) и майка французойка – Жули Фелисит Боато (1833 – 1910). Той е първото от шест деца, единствен син. Сестрите му Керълайн (1862 – 1917), Жоузефин (1864 – 1939), Мари (1867 – 1913), Клеър (1868 – 1945) и Фелиси (1871 – 1940) не се омъжват и живеят с майка си през целия си живот; Луис също живее с майка си по-голямата част от живота си.
Луис се ражда със заешка устна и има крехко здраве, така че лекарите нареждат на родителите му да не го пращат на училище до 10-годишна възраст. Като момче той развива любов към приключенски истории в далечни места и създава фантастични светове в собственото си въображение. Той също така развива ранната си амбиция да стане художник.
Като младеж често бяга от училище, прекарвайки много време на Лондонското пристанище или в посещение на изложби и музеи. Той наблюдава уличните политически оратори, чиито речи събуждат неговата симпатия и понякога негодувание към несправедливостите на света и го вдъхновяват да чете вестници, и да проявява интерес към парламентарните дебати. Този новооткрит интерес към светските дела го кара да пренасочи вниманието си към образованието си и скоро той става по-прилежен ученик.
От 1876 г. нататък Уейн посещава Академията на Сейнт Джоузеф в Кенингтън, където други ученици го помнят като аутсайдер, който често изглежда потънал в мислите си. Той продължава да бяга от училище, прекарвайки дни в скитане из Лондон, наблюдавайки живота по оживените улици. Поглеждайки назад като възрастен, той смята, че любознателният му характер е помогнал за оформянето на бъдещия му творчески живот. Музиката се превръща във всеобхватна страст за него по това време.
След като завършва училище, учи две години в училището за изкуства „Уест Лондон“ (West London School of Art). След завършване преподава там две години. Макар че не не харесва преподаването, той е принуден на това, понеже е оставен да издържа майка си и петте си сестри след смъртта на баща си през 1880 г.
Уейн има амбицията да стане професионален художник и през 1881 г. се изнася от дома и наема обзаведена стая. На 10 декември 1881 г. публикува първата си рисунка – „Врабци върху лаврови храсти“ (Bullfinches on Laurel Bushes), излязла в Illustrated Sporting and Dramatic News. Той напуска работата си като преподавател, когато главният редактор на списанието, сър Уилям Инграм, му предлага работа.

### Творчески успех
Уейн става художник и се радва на добър успех. Специализира се в рисуване на животни и селски сцени, работейки за няколко списания, сред които Illustrated Sporting and Dramatic News, с което си сътрудничи четири години, и The Illustrated London News от 1886 г. През 1880-те години творбите му включват подробни илюстрации на селски къщи, ферми и добитък за селскостопански панаири. Работата му го кара да рисува голямо разнообразие от животни, развивайки способността да изобразява всякакви същества. В един момент се надява да си изкарва прехраната с портрети на кучета.
През 1881 г. Уейн се завръща у дома, където се запознава с гувернантката на по-малките си сестри, Емили Мари Ричардсън (1859 – 2 януари 1887), и двамата започват връзка. Емили е по-голяма от него с десет години и това е абсолютно неприемливо за семейството му. Двойката отива да живее в Хампстед в Северен Лондон и сключва брак на 30 януари 1884 г. в Капела „Сейнт Мери“ в Холи плейс, Хампстед. Емили обаче скоро е диагностицирана с рак на гърдата и прекарва по-голямата част от оставащите ѝ три години живот на легло. Преди смъртта ѝ Уейн открива темата, която ще характеризира кариерата му. По време на болестта си Емили намира утеха в компанията на черно-бяло бездомно коте на име Питър, което двойката намира една вечер, когато го чува да мяуче под дъжда. Присъствието на Питър повдига духа на Емили и Луис започва да му рисува пространни скици. Уейн по-късно пише за Питър: „Нему принадлежи с право основата на моята кариера, развитието на първоначалните ми усилия и основата на моята работа.“ Фигурата на Питър е разпознаваема в много от ранните творби на Уейн. Емили го насърчава да публикува рисунките.
Първата приета котешка рисунка на Уейн е в седмичното списание на сър Уилям Инграм, Illustrated London News. Многопанелната илюстрация на цяла страница, озаглавена Our Cats: A Domestic History („Нашите котки – домашна история“), излязла в броя от 18 октомври 1884 г., днес е призната за новаторски пример за наративна рисунка, включваща животни. Картината улавя перфектно домашната котка във всичките ѝ настроения, като Питър се появява в редица от паната.
През 1886 г. Уейн става известен с творбата си A Kittens' Christmas Party („Коледното тържество на котенцата“), публикувана в коледния брой на Illustrated London News. Редакторът на списанието възлага на Уейн да създаде тази творба, която вероятно представлява върха на славата му. Той изобразява почти 200 котки, много от които приличат на Питър, заети с дейности като изпращане на покани, държане на топка, игра на игри и произнасяне на речи. Разстилат се на единадесет панела. Котките остават на четири крака, необлечени и без разнообразието от човешки изражения, които характеризират по-късната работа на Уейн.
Само седмица след този триумф съпругата му умира. Уейн става срамежлив и мрачен и малко след това се мести в квартира на улица „Ню Кавендиш“. Единствената му утеха е котката Питър, който живее с него до смъртта си през 1898 г. След смъртта на съпругата си започва да страда от депресия и котките скоро се превръщат в мания за него. В резултат стилът, в който ги изобразява, започва да се променя. Смъртта на Емили и бъдещите трагични събития в живота му – смъртта на котката му Питър и на една от сестрите му най-вероятно допринасят за психическия му срив.
Въпреки че през 1888 и 1889 г. Уейн продължава да създава рисунки за Illustrated London News на сър Уилям Инграм, човекоподобните котки, с които става най-известен, се появяват едва в коледния брой от 1890 г., когато са публикувани Cats’ Christmas Dance („Котешки коледен танц“) и A Cat’s Party („Котешко парти“). На тези две илюстрации котките са изобразени облечени в елегантни вечерни рокли, танцуващи на задните си крака и свирещи на музикални инструменти.
През 1890-те г. Уейн работи за някои от най-популярните списания на времето като English Illustrated Magazine, Windsor Magazine, Cassell’s, The Boy’s Own Paper и The Strand. Котките му започват да ходят изправени, да показват широки усмивки и сложни изражения на лицето и да носят стилни дрехи. Илюстрациите показват котки, които свирят на музикални инструменти, пият чай, играят на карти, ловят риба, пушат и прекарват една вечер в операта. Този тип дизайни на човекоподобни животни е много популярен във Викторианска Англия и често се среща в щампи, пощенски картички и сатирични илюстрации като тези на Джон Тениел.
Най-накрая признат като художник, Уейн става част от социална група, включваща някои от творците, които първоначално са го вдъхновили: илюстраторите за Punch и Illustrated London News Хари Фърнис, Алфред Прага, Фил Мей и Линли Самбърн. Те често се срещат в пъбовете на Флийт Стрийт или в студиото на Мей в Кенсингтън, което по това време е Меката на всички художници и журналисти в Лондон. Сатиричните проучвания на Мей за ежедневния викториански живот са особено влиятелни за Уейн. Той възприема подобен хумористичен стил в своите изображения на котки.

През 90-те години Уейн се сдобрява с майка си и сестрите си и отива да живее с тях в градчето Уестгейт он Сий, където притежава имоти. В спокойната обстановка на крайморското градче творецът, който сега е в средата на трийсетте си години, се радва на риболов, плуване, разходка с лодка, фехтовка и бокс. Майка му работи като бродировачка и шие завеси за църквата, а сестрите му Клеър и Фелиси рисуват и скицират. Въпреки скромните си финансови възможности семейството е щастливо. Единственият проблем е 34-годишната му сестра Мари, която е призната за психично болна и е хоспитализирана в психиатрична болница през 1901 г.
През следващите 30 години Уейн е плодовит художник. Той създава до няколкостотин рисунки годишно и илюстрира около 100 детски книжки под псевдонима Джордж Хенри Томпсън. Творбите му се появяват във вестници, дневници и списания, включително доста успешният „Годишник на Луис Уейн“ (Louis Wain Annual), който тече от 1901 до 1915 г. Творбите му също са възпроизвеждани на пощенски картички, които сега са високо ценени от колекционерите: през 1902 г. творецът започва успешно търговско сътрудничество с издателство „Рафаел Тък“, който изкарва на пазара серия от негови пощенски картички.
Илюстрациите на Уейн често пародират човешкото поведение, сатиризирайки прищевките и модата на деня. Той пише: „Вземам скицник в ресторант или на други обществени места и рисувам хората в техните различни позиции като котки, като се доближавам възможно най-близо до човешките им характеристики. Това ми дава двойна природа и тези изследвания мисля, че са най-добрата ми хумористична творба."

Уейн участва в няколко благотворителни организации за животни, включително Управителния съвет на Лигата на нашите глупави приятели, Обществото за защита на котките и Обществото за борба с вивисекцията. Той е активен в Националния котешки клуб и е негов президент и председател. Смята, че е помогнал „да се изтрие презрението, в което котката е била гледана“ в Англия. През 1898 г. и 1911 г. е председател на Националния котешки клуб.
Въпреки популярността си Уейн има финансови затруднения през целия си живот. Той остава отговорен за издръжката на майка си и сестрите си и няма голям бизнес нюх. Той е скромен, наивен, лесно го мамят с обещания за лесни пари и не е подготвен да преговоря с издателите. Често продава всичките права върху произведенията си, без да запазва каквото и да е право на възпроизвеждане.

### Пътуване до САЩ и завръщане в Англия
Творецът отплава за Ню Йорк на 12 октомври 1907 г., където рисува няколко комиксови стрипове (поредица от рисунки, често карикатури, подредени във взаимосвързани панели) като Cats About Town и Grimalkin, за вестници, собственост на Корпорация „Хърст“. Неговата работа е широко възхвалявана, въпреки че критичното му отношение към града го прави обект на нападки в пресата. Вместо предвидените 4 месеца той остава в САЩ две години, но се завръща у дома с още по-малко пари от преди поради неблагоразумната си инвестиция в нов тип лампа без масло. Докато плава за дома, майка му умира.
Разорен и изглеждайки демоде, Уейн открива, че все още има публика за работата си. Между 1910 и 1914 г. създава илюстрации за годишници и други книги на Raphael Tuck, Routledge, Clark и други издатели. През 1914 г. започва да проектира това, което нарича „футуристични котки“ от порцелан. Те са произведени от Max Emmanuel and Co и са регистрирани девет индивидуални дизайна на котки и на кучета в ъглови форми и с геометрични маркировки. Смята се, че са в стил кубистично изкуство. Два месеца след излизането им Първата световна война потопява кораба, превозващ товара с тях за САЩ, потопявайки всяка надежда за финансова възвръщаемост на проекта.
На 7 октомври 1914 г. Уейн се качва на лондонски автобус, но пада на пътя, удря си главата и изпада в безсъзнание. Той е откаран в болница „Свети Вартоломей“, където прекарва две седмици. Журналистите измислят, че причината за злополуката е котка, поради която автобусът се е завъртял и спрял.
През 1916 г. семейство Уейн се завръща в Лондон, където се настанява в къща на улица Brondesbury Road в Килбърн, район в Северозападен Лондон. Луис страда от финансови несгоди и често е принуден да рисува снимки на котки за собствениците на складове и търговците вместо пари. Той постига известен успех със серия от пощенски картички на военна тематика, включващи котка-войник, наречена „Томи Каткинс“, но това е за кратко. Намира работа и в рекламата, рисувайки котешки чаени партита за Jacksons of Piccadilly. Прави илюстрации и за плакати, включително и за кино плакати. През той е разтърсен от смъртта на любимата си сестра Керълайн, починала от инфлуенца.
Скоро след края на войната издателската фирма „Валънтайнс“ възлага на Луис да илюстрира поредица от четири книжки: The Tale of Little Priscilla Purr, The Tale of Naughty Kitty Cat, The Tale of Peter Pusskin и The Tale of the Tabby Twins. Доволна от работата му, компанията публикува Teddy Rocker, Pussy Rocker и Puppy Rocker. Илюстрациите в книгите, когато се отварят, се изправят и се клатят напред-назад, така че очите на илюстрираните животни се движат. Въпреки тяхната новаторска стойност книгите не се продават добре.
През 1921 г. Хътчинсън публикува последния Годишник на Луис Уейн. Интересен аспект на много от рисунките е включването на шарени тъкани като завеси, калъфи за столове и килими на фона. Въпреки че не е първият път, когато Уейн включва такива детайли, сега шарките започват да навлизат в обекта на преден план, така че котката и фонът стават неразличими. Това абстрактно качество става повтарящ се мотив в много от следващите изображения на котки на Уейн – проява, според някои, на психичното му заболяване.

### Последни години и смърт
Трябва да се отбележи, че предполагаемата шизофрения на Уейн не трябва да се приписва на токсоплазмоза – заболяване, предизвикано от паразита Toxoplasma gondii, който се отделя от котките с изпражненията им. Старата теория, че токсоплазмозата може да отключи шизофрения и която може да бъде проследена още от средата на 20 век, е широко оспорвана, тъй като няма солидни доказателства в подкрепа на идеята, че токсоплазмозата може да повлияе на поведението на хората. И въпреки че изследванията в областта продължават, в момента връзката между шизофренията и токсоплазмозата изглежда по-скоро мит отколкото факт. Освен това Уейн не е единственият човек в семейството му, засегнат от психично разстройство.
Постепенно Уейн става параноичен и вярва, че останалите му сестри – Клеър, Джоузефин и Фелиси, се опитват да го окрадат и прекарва все повече време заключен в стаята си, пишейки дълги писма до познати, пълни със странни теории. Често се появява само през нощта, когато всички останали спят, и мести мебели. Понякога излиза на улицата, оставяйки входната врата широко отворена. Най-тревожни са случаите на насилие над сестрите му. Когато те вече не могат да се справят с него, извикват докторите, които го обявяват за умопобъркан на 16 юни 1924 г. Художникът е приет в Спрингфийлдската психиатрична болница в Тутинг (район на Южен Лондон), където е диагностициран с шизофрения. Постепенно той се успокоява и се посвещава на рисуване.
Година по-късно става известно за хоспитализацията му, когато един от настойниците на болницата, правещи периодични посещения – Дан Райдър, известен продавач на книги, забелязва „спокоен дребен мъж да рисува котки". „Господи, човече", възкликва Райдър, „ти рисуваш като Луис Уейн!" „Аз съм Луис Уейн", отговаря пациентът. Райдър се свързва с г-жа Сесил Честъртън, снаха на писателя Гилбърт Кийт Честъртън. Обстоятелството е широко разгласено. В началото на август 1925 г. стартира Фонд „Луис Уейн“ и негови известни дарители са лейди Тереза Беруик, принцеса Александра и писателят Джон Голсуърти. Сп. „Таймс“ публикува статия за тежкото положение на художника и апелът на Честъртън е отпечатан в много вестници във Великобритания, Съединените щати и другаде. В него се описва какво е направил Луис Уейн за хуманното отношение към животните и как сега е в психиатрична болница. Това води до призивите на видни личности като писателя Хърбърт Уелс и до личната намеса на премиера Стенли Болдуин.
Като резултат първо Уейн е преместен в Кралската болница Бетлем в Содърк (район на Централен Лондон), където има собствена стая. Именно тук той започва да експериментира с това, което някои наричат „разпадащата се“ котка – калейдоскопични, двуизмерни картини, за които някои твърдят, че демонстрират прогресията на шизофреничния му ум. През 1930 г. болницата се мести, а Уейн отива в Болница „Напсбъри“ близо до Сейнт Олбанс, Графство Хартфордшър, северно от Лондон. Тя е сравнително приятно място, с градина и колония от котки и той прекарва последните 15 години от живота си спокойно. Докато страда от все повече заблуждения, резките промени в настроението му намаляват и той продължава да рисува за удоволствие. Неговите творби от този период се характеризират с ярки цветове, цветя и абстрактни и сложни мотиви, въпреки че основната му тема остава същата.
Последната изложба на произведения на Луис Уейн е организирана в галерия „Кларъндън Хаус“ в Лондон през юни 1937 г. Показани са около 150 рисунки на цена от 10 шилинга до £10.
През ноември 1936 г. Уейн получава удар и до май 1939 г. е прикован на легло и неспособен да говори. Умира на 4 юли 1939 г. на 78-годишна възраст в Психиатрична болница „Напсбъри“. Погребан е до баща си и сестрите си Керълайн и Джоузефин в римокатолическото гробище „Сейнт Мери“ в Кенсал Грийн, Лондон.
Геният на Луис Уейн бързо е забравен, когато Великобритания влиза във Втората световна война. Изминават близо тридесет години преди първата му биография през 1968 г. и изложбата в Музея на Виктория и Албърт в Лондон през 1972 г., които помагат за съживяването на интереса към творчеството му.

## Наследство

### Медицински спорове
През 2001 г. Майкъл Фицджералд оспорва диагнозата шизофрения, като твърди, че е по-вероятно Уейн да е имал разстройство от аутистичния спектър. По-специално той заявява, че тъй като изкуството на Уейн става все по-абстрактно с течение на времето, неговата техника на рисуване и способности не намаляват, както би се очаквало от шизофреник. Той отбелязва, че елементи на визуална агнозия – неспособността да се разпознават определени обекти, въпреки че човек може да си ги припомни, ако бъде помолен, са демонстрирани в неговото творчество. Ако Уейн е имал визуална агнозия, тя би могла да се прояви като изключително внимание към детайла.
Сериите от негови рисунки обикновено се използват като примери в учебниците по психология, за да покажат предполагаемата промяна в стила му, докато психологическото му състояние се влошава. Въпреки това, като се има предвид, че Уейн не е датирал произведенията си, не е известно дали тези произведения са създадени в реда, представен в учебниците, които обикновено показват по-пищни, абстрактни картини, появяващи се по-късно, което е показателно за психическото състояние на Уейн. Родни Дейл, автор на „Луис Уейн: Човекът, който нарисува котките“ (Louis Wain: The Man Who Drew Cats), критикува тази характеристика и твърди: „Уейн експериментира с шарки и котки и дори доста късно в живота си все още създава конвенционални картини на котки, може би 10 години след [уж ] „по-късни“ продукции, които са [по-скоро] мотиви отколкото котки.“
През 2012 г. обаче Кевин ван Екелен представя статия за психотичните модели, които вече присъстват в ранните (наративни) творби на Уейн като например в Louis Wain Kitten Book (1903). Този анализ се основава на миметичния (подражателен) характер на психозата, както е формулиран от Рене Жирар, който се фокусира върху приемствеността между „нормалност“ и „лудост“.
През 2012 г. психиатърът Дейвид О'Флин по време на дискусия в галерия на изложбата „Калейдоскопичните котки“ от Архивите и музея на Кралската болница „Бетлем“, предлага поредицата да се разглежда като творение на двама души: „Луис Уейн, който ги е нарисувал, и Уолтър Маклей (1902 – 1964), психиатърът, който ги е организирал в поредица“. О'Флин предполага, че Маклей е видял в поредицата доказателство за собствените си идеи, отчасти базирани на експериментите му с изкуство и психоза, предизвикана от мескалин през 30-те години на 20 век. Маклей заключава, че творческите способности на шизофрениците се влошават. О'Флин казва, че въз основа на изследване на работата на Ар Брют връзката между шизофрения и влошаване на произведенията на изкуството не е вярна. Разглеждайки късното творчество на Уейн, О'Флин вижда по-голямо експериментиране и използване на цвят, а не влошаване. Въпреки че се знае, че поредицата е сглобена и картините не са датирани от 60-те години на миналия век, „тяхното представяне на нещо, което не съществува, а именно психотично влошаване, е изненадващо стабилно“. Поредицата се превръща в „Мона Лиза на психиатричното изкуство“.

### Признание
Хърбърт Уелс казва за Уейн: „Той направи котката своя. Той изобрети котешки стил, котешко общество, цял свят от котки. Английските котки, които не вземат пример и не живеят като тези на Луис Уейн, се срамуват от себе си."
Неговите произведения са много колекционирани, но фалшификатите са често срещани. Австралийският музикант Ник Кейв започва да събира негови рисунки в края на 70-те години и организира първата изложба, посветена на котките на Уейн извън Англия – в Австралия.
По-късното творчество на Уейн е идентифицирано като важен предшественик на психеделичното изкуство от 60-те години на 20 век. Тогава се наблюдава подновен интерес към психеделичното му творчество и феновете на психеделията от онова време „се учудват как Уейн може да възпроизведе тези образи, без да приема каквито и да е субстанции.“
Животът на Уейн е разказан в британския игрален филм от 2021 г. „Наелектризиращият живот на Луис Уейн“ (The Electrical Life of Louis Wain) на режисьора Уил Шарп, в който в ролята му е Бенедикт Къмбърбач.

## Творчество
Всички книги на Уейн са обществено достояние, но нито една не е препечатана освен Father Tuck's Struwwelpeter.
- Fun and frolic. Verses by Clifton Bingham, Ernest Nister.
- All Sorts of Comical Cats. Verses by Clifton Bingham London: Ernest Nister
- Fun at the Zoo with Verses By Clifton Bingham,
- Funny Favourites. Forty-five Pen-and-Ink Drawings by Louis Wain. London. Ernest Nister.
- Madame Tabby's Establishment (1886)
- Our Farm: The Trouble of Successes Thereof (1888)
- Dreams by French Firesides (1890)
- Peter, A Cat O'One Tail: His Life and Adventures (1892)
- Old Rabbit the Voodoo and Other Sorcerers (1893)
- The Dandy Lion (1900/01)
- Cats (1902)
- Pa Cats, Ma Cats and their kittens (1903)
- The Louis Wain Kitten Book (1903)
- Cat's Cradle (1908)
- Louis Wain's Cat Painting Book (ок.1910)
- Louis Wain's Cats and Dogs (ок. 1910)
- The Louis Wain Nursery Book (ок. 1910)
- Louis Wain's Cat Mascot (postcard coloring book, ок.1910)
- Father Tuck's Struwwelpeter as seen by Louis Wain, told in Merry Rhymes by Norman Gale (c.1910), второ издание Fidgety Phil and Other Tales (ок. 1925)
- Daddy Cat (1915)
- Little Red Riding Hood and Other Tales (1919)
- Somebody's Pussies (1925)
- The Boy who shares my name (1926)